# Universitätsassistent
Universitätsassistenten sind wissenschaftliche oder künstlerische Mitarbeiter an österreichischen Universitäten, die zum akademischen Nachwuchs zählen. Die Stellung von Universitätsassistenten ist für den Bereich der staatlichen Universitäten in § 26 Absatz 1 des Kollektivvertrags für die Arbeitnehmer der österreichischen Universitäten bundeseinheitlich geregelt. Demnach dient das Arbeitsverhältnis vorwiegend „zur Vertiefung und Erweiterung der fachlichen und wissenschaftlichen/künstlerischen Bildung“ und ist grundsätzlich zeitlich befristet, wobei in Sonderfällen eine Möglichkeit zur Entfristung existiert. Unterschieden wird weiters zwischen Universitätsassistenten ohne Doktorat und solchen mit Doktorat. Je nach Universität finden sich teilweise geringfügig abweichende Bezeichnungen für die einzelnen Stellen (bspw. „Praedoc“, „Dissertationsstelle“, „Universitätsassistent mit Diplom/Master“ bzw. „Postdoc“ oder „Universitätsassistent mit Doktorat“), da der Kollektivvertrag in dieser Hinsicht keine näheren Regelungen enthält. Erstere beinhalten meist die Abfassung einer Dissertation, letztere können zur Durchführung eines Habilitationsprojekts oder zur Vorbereitung einer Bewerbung auf eine Professorenstelle dienen.
Ein weiteres Merkmal von Universitätsassistentenstellen ist, dass diese in der Regel aus dem eigenen Budget der Universitäten bezahlt werden. Mitarbeiter, deren Stellen aus Drittmitteln (bspw. des Fonds zur Förderung der wissenschaftlichen Forschung) finanziert werden, werden im Kollektivvertrag als Projektmitarbeiter bezeichnet. Weiters sind Universitätsassistenten von Senior Scientists durch den vorübergehenden Charakter ihrer Beschäftigung und von Senior Lecturers durch ihr anderes Aufgabenspektrum sowie vom Assistenzprofessor nach § 27 durch das Fehlen einer Qualifizierungsvereinbarung zu unterscheiden.